# Renato Ambrósio Júnior
Renato Ambrósio Júnior (Rio de Janeiro, 25 de agosto de 1972) é um médico, cirurgião, clínico-cientista e professor brasileiro especializado em oftalmologia. Formado pela Escola de Medicina da Fundação Educacional Souza Marques em 1995. É professor afiliado da pós graduação stricto-sensu da Universidade Federal de São Paulo desde 2010 e professor associado da pós-graduação lato-sensu da Pontifícia Universidade Católica do Rio de Janeiro (PUC-Rio) e da SBO (Sociedade Brasileira de Oftalmologia) desde 2004. Em 2017, foi aprovado em concurso público para Professor Adjunto de Cirurgia Especializada/Oftalmologia da Universidade Federal do Estado do Rio de Janeiro (UNIRIO), assumindo esta posição em abril de 2018.

## Carreira
Depois de formado em Medicina pela Fundação Técnico Edicacional Souza Marques em dezembro de 1995, cumpriu um ano de serviço militar como médico (R2) na Força Aérea Brasileira Brasileira, no serviço de Oftalmologia do Hospital da Base Aérea dos Afonsos. Em fevereiro de 1997, mudou-se para São Paulo para ser residente no Instituto de Oftalmologia Tadeu Cvintal, onde se especializou em córnea e doenças externas em 1999. Permaneceu no IOTC como assistente até setembro de 2000, quando se mudou para Seattle, Washington (EUA) para treinamento em subespecialidade (ou melhor, superespecialidade ) de Cirurgia Refrativa
Com o certificado do ECFMG (Educational Commission for Foreign Medical Graduates), que valida o diploma de médico estrangeiro na América do Norte, pôde adquirir treinamento clínico- cirúrgico e em pesquisa, aceitando o convite do Professor e então Chairman do Departamento de Oftalmologia, Steven Wilson para ser fellow em córnea e cirurgia refrativa na Universidade de Washington, em Seattle.
Em novembro de 2002, retornou ao Rio de Janeiro para trabalhar como oftalmologista especializado em Córnea e Cirurgia Refrativa na sua clínica familiar, fundada por seu pai em 1972, o Instituto de Olhos Renato Ambrósio. Em maio de 2004, concluiu a pós-graduação stricto sensu, conquistando o título de doutor em ciências pela Universidade de São Paulo (USP), com a tese sobre a cicatrização da córnea. A tese fora desenvolvida durante seu fellowship na Universidade de Washington, sendo objeto de algumas publicações de impacto nesta área. Seu doutorado foi feito sob orientação do Prof. Newton Kara-José e do Prof. Milton Ruiz -Alves.
Em 2005, com um trabalho original sobre caracterização tomográfica da espessura corneana, recebeu com o então jovem médico Dr. Allan Luz, o prêmio oferecido pelo Conselho Brasileiro de Oftalmologia. Este trabalho evoluiu para o desenvolvimento de índices para diagnóstico de ceratocone e doenças ectásicas da córnea,  - Ambrósio's Relational Thickness (ART). Ainda em 2005, tornou-se professor adjunto substituto no Departamento de Cirurgia Especializada (Oftalmologia) na Universidade Federal Fluminense, permanecendo nesta posição por dois anos. Desde 2004, é parte do corpo docente dos cursos de pós-graduação lato sensu em oftalmologia da Pontifícia Universidade Católica do Rio de Janeiro e da Sociedade Brasileira de Oftalmologia, como professor nas áreas de córnea e cirurgia refrativa. Desde 2010, é professor associado da pós-graduação em oftalmologia da Universidade Federal de São Paulo (UNIFESP), além de professor voluntário na Universidade Federal de Alagoas (UFAL). Em março de 2018 assumiu a posiição de professor adjunto em Oftalmologia no Departamento de Cirurgia Geral e Especializada (DECIGE) da Universidade Federal do Estado do Rio de Janeiro (UNIRIO).
É autor de mais de uma centena de artigos publicados em periódicos e jornais da área, além de autor/editor de livros como Wavefront & Topografia, Tomografia e Biomecânica da Córnea que está na segunda edição , e do Tratado Brasileiro de Catarata e Cirurgia Refrativa.
É reconhecido como membro e contribuinte das organizações oftalmológicas não só do Brasil, como de outros países. Em sua visão, importa-se com a educação do paciente e aspectos administrativos da prática médica, o que julga ser uma carência na formação do médico.
Em 2018, inciou um projeto  VIOLET JUNE, com o objetivo de conscientizar sobre ceratocone, destacando-se a mensagem que coçar os olhos causa e agrava ceratocone. Neste ano, publicou artigo de revisão que trata dos paradoxos e paradigmas relacionados com o diagnóstico e tratamento de ceratocone no IJKECD, tema sobre o qual deu entrevista para a revista Eye World.
Em fevereiro de 2019, publicou o livro “Tenho Ceratocone e Agora?” que foi escrito para ajudar os pacientes e seus familiares enfrentarem as dificuldades relacionadas com a doença. O livro conta a história da Violeta, uma personagem fictícia que descobre ter ceratocone na infância.
A campanha VIOLET JUNE 2019 teve seu lançamento coberto em reportagem exibida no Jornal Nacional (TV Globo) de 1 de janeiro de 2019 e no site EyeChannel.
Foi ganhador do Prêmio Varilux, prêmio mais tradicional da Oftalmologia brasileira, oferecido pela Sociedade Brasileira de Oftalmologia, em diversas edições como primeiro autor e como autor orientador. Recebeu anhador do Festival European Society of Cataract & Refractive Surgeons (ESCRS), nas categorias Educacional e Refrativa. Em 2014 foi eleito o décimo primeiro oftalmologista mais influente pela revista inglesa The Ophthalmologist. Se manteve entre os 100 mais influentes em 2016 e 2018.
Em junho de 2015 deu uma entrevista para a revista Veja esclarecendo o uso da nova técnica, chamada Smile, de cirurgia para correção de grau de miopia. A Smile, que aos poucos está sendo adotada pelos médicos, é conhecida pela precisão e rápida recuperação do paciente.
Foi homenageado pelo Kritzinger Memorial Award em 2014 e com o Founders Award da ISRS em 2018.
Em dezembro de 2017,  ganhou o Prêmio “RUBENS BELFORT MATTOS” AWARD da UNIFESP do Research Days com o pós graduando Bernardo Lopes com o tema:  "Diagnóstico de Ceratocone com Inteligência Artificial".
AAO/ISRS Awards:
2002: Best of Show Award
2009: Achievement Award
2013: Kritzinger Memorial Award
2016: ISRS Recognition Award
2017: Senior Achievement Award

2018: ISRS Founders Award